# ブロック島 (ロードアイランド州)

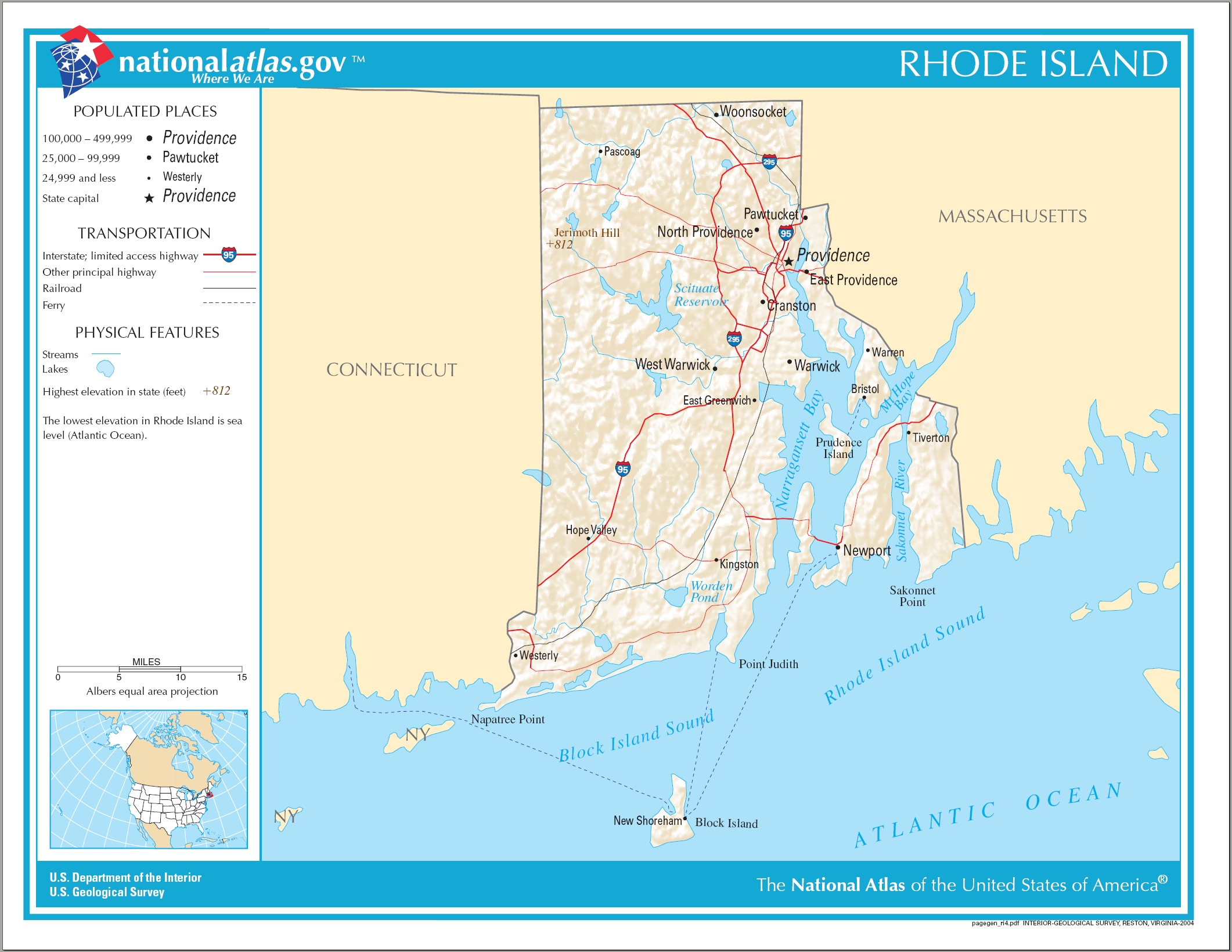
ロードアイランド州の地図。下端にあるのがブロック島。

ブロック島（ブロックとう、Block Island）は、アメリカ合衆国ロードアイランド州の沖合約13kmの大西洋上にある島である。島全体がニューショアハム町となっている。ワシントン郡に属する。アメリカ国勢調査局による2000年の国勢調査では、人口が1,010人、面積は約25km²である。この島は、氷期にターミナルモレーンとして形成されたものである。
自然管理委員会 (The Nature Conservancy) は、西半球における12か所の「Last Great Places」の一つにブロック島を指定した。島の約20%が、保護区として確保されている。